# Макбет, Роберт
Роберт Уолкер Макбет (англ. Robert Walker Macbeth; 30 сентября 1848, Глазго — 1 ноября 1910, Лондон) — британский художник, мастер пасторального пейзажа.

## Жизнь и творчество
Р. Макбет, сын художника-портретиста Нормана Макбета, изучал живопись в Эдинбурге. В течение всего своего творчества не изменял манеры, присущей шотландской художественной школе. В 1870 году продолжил свою учёбу в Лондоне, вскоре после этого стал членом Королевского общества художников-акварелистов. В 1872 году Р. Макбет выставил в Королевской академии искусств своё полотно «Филлида на свежескошенном сене», принёсшее ему известность. Среди других его больших картин следует назвать «Линкольнширская дорога», «Картофельная осень», «Рубка тростника», «Наводнение на болотах» (1880).
Р. Макбет был также известным графиком. В 1880 году он, наряду с другими художниками, основал Королевское общество художников-графиков, задачей которого было пропаганда графического мастерства в британском обществе. В 1883 году Р. Макбет стал членом Королевской академии искусств.

## Галерея

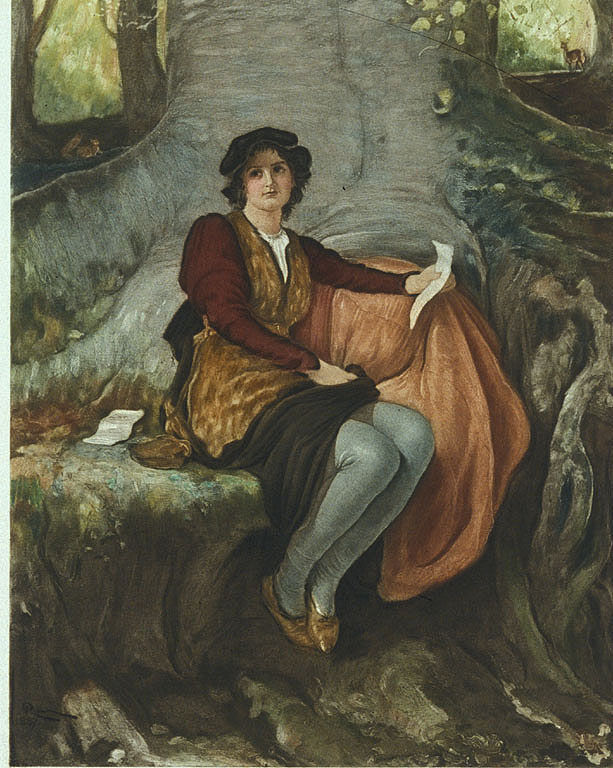
Розалинда
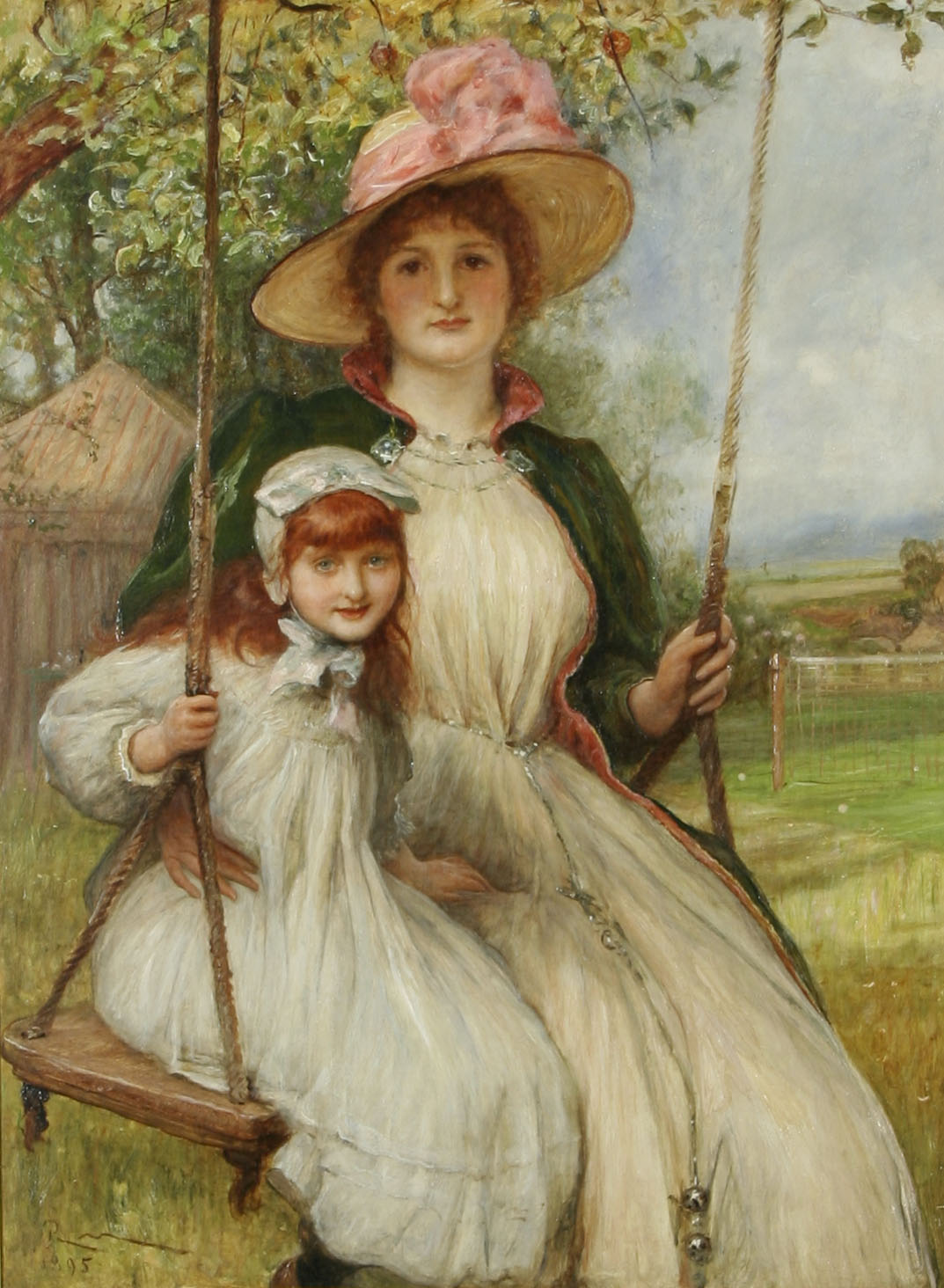
Мать и дочь на качелях (Счастливые времена), 1895.